# キャナリィ・ロウ
株式会社キャナリィ・ロウは、日本の外食チェーンの一つで、パスタ・ピッツアなどのイタリア料理のレストランを全国に展開している。2024年9月現在、59店舗（直営店：20店舗、FC店：39店舗）を展開する。
キャッチフレーズは『ようこそ我が家へ』。自宅にいるような癒しの雰囲気を演出するために、周囲にオリーブの木を配した煉瓦造りの店舗が特徴。
- ランチタイム ： 全品サラダバー付き
- ティータイム ： ドルチェが単品で提供される。
- ディナータイム：単品も提供しているが、コースメニューも存在する。